# Кубок Греції з футболу 1955—1956
Кубок Греції 1955—56 — 14-й розіграш Кубка Греції.
Фінал відбувся 24 червня 1956 на стадіоні Апостолос Ніколаїдіс (Афіни). Зустрілися команди АЕК та Олімпіакос. АЕК виграв з рахунком 2:1.

## Чвертьфінали
| Господарі    | Результат  | Гості           |
| ------------ | ---------- | --------------- |
| Олімпіакос   | 4-0        | Нікі Волос      |
| Панатінаїкос | 1-0        | Аполлон Смірніс |
| АЕК          | 2-1        | Паніоніс        |
| Аріс         | 1-1 (д.р.) | Іракліс         |
| Іракліс      | 1-2        | Аріс            |

## Півфінал
| Господарі | Результат | Гості        |
| --------- | --------- | ------------ |
| Аріс      | 0-3       | Олімпіакос   |
| АЕК       | 2-1       | Панатінаїкос |

## Фінал
| 24.06.1956 |

| АЕК                       | 2:1 | Олімпіакос  |
| ------------------------- | --- | ----------- |
| Chaniotis 22' Kanakis 67' |     | Darivas 26' |

| Апостолос Ніколаїдіс, Афіни Арбітр: Rigato |